# Chlorophorus patricius
Chlorophorus patricius är en skalbaggsart som först beskrevs av Charles Joseph Gahan 1906.  Chlorophorus patricius ingår i släktet Chlorophorus och familjen långhorningar. Inga underarter finns listade i Catalogue of Life.